# Sing into My Mouth
Sing into My Mouth è un album in studio di cover collaborativo dei cantanti statunitensi Iron & Wine e Ben Bridwell (Band of Horses), pubblicato nel 2017.

## Tracce
1. This Must Be the Place (Naive Melody) (Talking Heads) – 3:31
2. Done This One Before (Ronnie Lane) – 2:59
3. Any Day Woman (Bonnie Raitt) – 2:50
4. You Know More Than I Know (John Cale) – 3:29
5. Bullet Proof Soul (Sade) – 4:39
6. No Way Out of Here (Unicorn) – 4:38
7. God Knows (You Gotta Give to Get) (El Perro del Mar) – 3:22
8. The Straight and Narrow (Spiritualized) – 5:15
9. Magnolia (JJ Cale) – 3:51
10. Am I a Good Man? (Them Two) – 3:47
11. Ab's Song (Marshall Tucker Band) – 1:19
12. Coyote, My Little Brother (Peter La Farge) – 5:05